# Epizeuxis albomaculatat
Epizeuxis albomaculatat är en fjärilsart som beskrevs av John Henry Leech 1900. Epizeuxis albomaculatat ingår i släktet Epizeuxis och familjen nattflyn. Inga underarter finns listade i Catalogue of Life.